# علم التعابي
علم التعابي العددية في الحروب علم يتعرف منه كيفية ترتيب العساكر في الحروب وكيفية تسوية صفوفها أزواجا وأفرادا وتعيين أعداد الصفوف وأعداد الرجال في كل صف منها وهيئة الصفوف، إما على التدوير أو التثليث أو التربيع إلى غير ذلك حسبما تقتضيه الأحوال.

## مصنفات
للشيخ عبد الرحمن من الحرفية تصنيف في هذا العلم. ذكره أبو الخير وجعله من فروع علم العدد وذكر علم ترتيب العسكر من فروع الحكمة العملية. وعبارة مدينة العلوم: هكذا قالوا أن للهيئات المخصوصة وخصوصيات الأعداد حسبما يقتضيه الحال تأثيرا عظيما في قهر العدو والغلبة على الخصم. ولعبد الرحمن الأنطاكي رسالة لطيفة في هذا العلم.

وأيضا هنالك كتاب مهم ورئيسي في هذا الشأن، كتاب "الادلة الرسمية في التعابي الحربية" تاليف محمد بن منكلي، حقق الكتاب وكتب مقدمته اللواء الركن محمود شيت خطاب.